# Karoline Seidler-Wranitzky

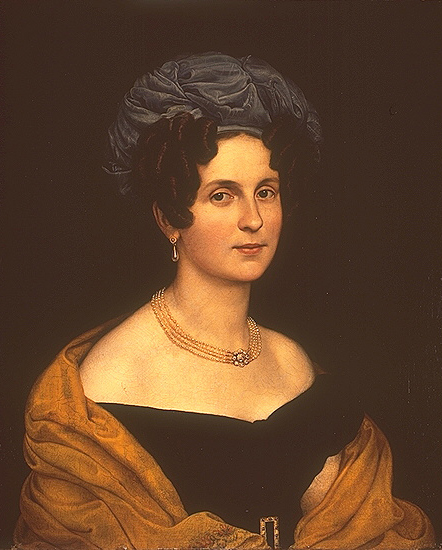
Karoline Seidler-Wranitzky, Porträt von Carl Joseph Begas, 1825

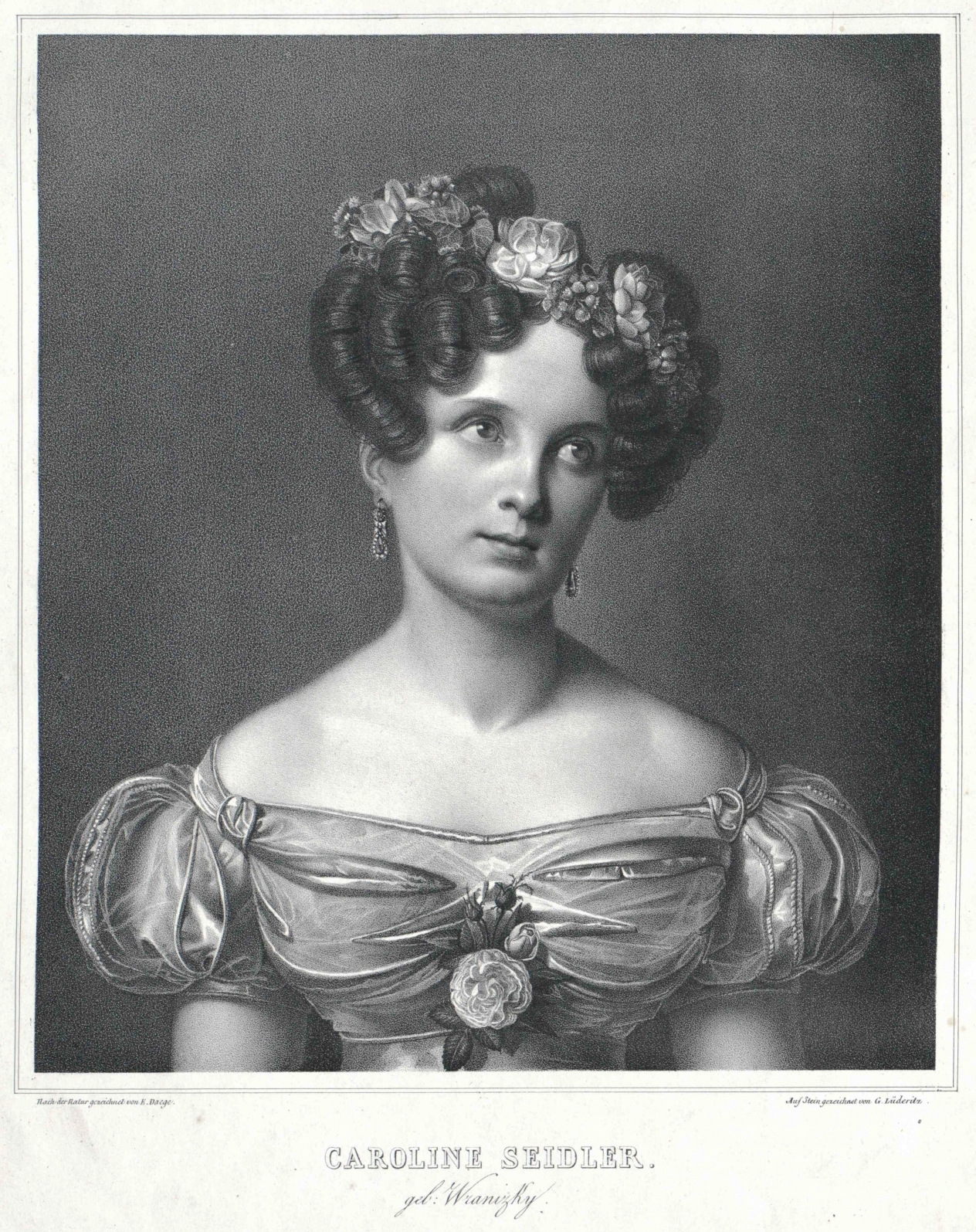
Caroline Seidler, Stich von Gustav Lüderitz nach Eduard Daege

Karoline Seidler-Wranitzky, geb. Karoline Wranitzky (* 17. Jänner 1795 in Wien; † 4. September 1872 in Berlin) war eine österreichische Opernsängerin (Sopran).

## Leben
Sie war eine Tochter des Komponisten Anton Wranitzky und die ältere Schwester der Sängerin Anna Kraus-Wranitzky (* 27. August 1801 in Wien; † 23. Juni 1851 in Wiesbaden). Ihr Debüt erfolgte im Privattheater des Fürsten Joseph Lobkowitz. Als der Berliner Geiger Karl August Seidler (* 13. September 1778 in Berlin; † 27. Februar 1840 ebenda) 1811 nach Wien kam, machte sie dessen Bekanntschaft und heiratete ihn 1812. Es folgten Gastspiele in München, Pest und am Wiener Kärntnertor-Theater, wo sie vom 23. Februar 1815 bis 1817 engagiert war.
1816 gastierte sie an der Königlichen Oper in Berlin und erhielt dort anschließend eine dauerhafte Anstellung. Am 3. Juni 1817 gab sie ihr Debüt in Potsdam. Zu den Höhepunkten ihrer Laufbahn gehörte die Verkörperung der Agathe bei der Uraufführung von Carl Maria von Webers Oper Der Freischütz am 18. Juni 1821. Daneben war sie eine geschätzte Konzertsängerin.
1838 nahm sie ihren Abschied von der Bühne. 1847 gehörte sie zu den Gründungsmitgliedern des Stern’schen Gesangsvereins.